# Užventis
Užventis è una città della Lituania, situata nella contea di Šiauliai.